# 이슬기 (씨름 선수)
이슬기(1987년 2월 22일 ~ )은 대한민국의 씨름 선수이며 신장은 188 cm, 몸무게 135 kg, 혈액형은 AB형이다.
경상남도 창원시 출생으로 김해 장유고등학교를 졸업하고 인제대학교 사회체육교육학과에서 학사, 단국대학교 체육교육학대학원에서 석사, 단국대학교 체육교육학대학원에서 박사 과정을 졸업했다.
2011년 서울장충 설날 천하장사 씨름대회’에서 이슬기는 결승에서 이태현을 만났는데 첫 판은 이슬기가 행운의 체중 승부로 이태현을 이겼다. 이슬기는 2011년 이태현을 3-1로 넘어뜨리며 김은수 감독의 부임과 팀 동료들의 관심으로 재기에 성공하며, 천하장사로 등극했다.
또한 이슬기는 2013년 11월 17일 충남 서산 농어민문화체육센터에서 열린 2013 IBK 기업은행 천하장사씨름대축제 장사결정전(5전3선승제)에서 김재환(용인대)을 3-0으로 꺾고 천하장사에 등극했다. 2011년 처음 장사에 오른 이후 두 번째 우승이다.
이슬기는 이번 대회를 통해 부활을 알렸는데 2007년 민속씨름에 데뷔한 이슬기는 2011년 천하장사대회 우승을 비롯해 2011년과 2012년 설날장사 백두급 2연패를 차지하는 등 전성기를 만들었다. 그동안 이슬기는 2012년 9월 추석장사씨름대회 출전을 앞두고 무릎 십자인대가 끊어지는 부상으로 수술대에 올라야 했다. 1년간 재활을 거친 이슬기는 9월 추석장사씨름대회를 통해 복귀전을 치렀고, 불과 2개월 만에 건재함을 보였다.

## 학력
- 2013 ~ 단국대학교 대학원 체육학과 박사과정 재학
- 2009 ~ 2013 단국대학교 대학원 체육학과 석사
- 2004 ~ 2008 인제대학교 사회체육학과 학사
- 2001 ~ 2004 김해 장유고등학교

## 경력
- 2013 IBK기업은행 천하장사 씨름대축제 천하장사
- 2012 대한씨름협회 장사씨름대회부문 최우수선수상
- 2012 설날장사씨름대회 백두장사
- 2011 천하장사 씨름대축제 우승 천하장사
- 2011 보은장사씨름대회 백두장사
- 2011 설날장사씨름대회 백두장사
- 2004 대한체육회 체육상 장려상

## 같이 보기
- 이태현

## 참고 자료
- '제 2의 이만기' 이슬기 ＂나의 멘토는 황규연 코치＂ (인터뷰) 표권향 기자, 뉴스엔(2013.02.06)